# Reputation (film fra 1917)
Reputation er en amerikansk stumfilm fra 1917 af John B. O'Brien.

## Medvirkende
- Edna Goodrich som Constance Bennett
- William Hinckley som John Clavering
- Frank Goldsmith som Edmund Berste
- Carey Lee som Mrs. Berste
- Esther Evans som Nellie Burns